# Dowa
Dowa é um distrito do Malawi localizado na Região Central. Sua capital é a cidade de Dowa.